# The Extraordinaires (groupe britannique)
Pour les articles homonymes, voir The Extraordinaires.
The Extraordinaires sont un groupe de chanteurs anglais qui chantent a cappella dans les domaines du Doo-Wop, du rock 'n' roll, du gospel, du ska, du reggae, des standards de la Motown, du rhythm and blues et du jazz.

## Discographie
- 2000 : Do You Wanna Jump?, All Nite Long Records[1]
- Rock With You, EP, All Nite Long Records[2]